# ديبي وليامز
ديبي وليامز (بالإنجليزية: Debbie Williams)‏ هي مُدرسة أمريكية، ولدت في عقد 1950.